# Convergencia (Guatemala)
Convergencia, anteriormente denominado Convergencia CPO-CRD, Alternativa Nueva Nación o Alianza Nueva Nación; fue un Partido Político guatemalteco de izquierda, que tiene sus raíces en las organizaciones guerrilleras involucradas en el Conflicto Armado Interno ocurrido en la segunda mitad del siglo XX; cuya base ideológica  radica en favorecer a la sociedad en su conjunto y al ser humano como la razón principal de su práctica política, promover la justicia social, solidaridad, fomentar la libertad de las personas y la equidad entre todos los seres humanos, los diferentes pueblos, en el disfrute de la riqueza natural y la socialmente producida, la observancia y respeto de las leyes de la República de Guatemala, y el respeto al pluralismo ideológico y político del sistema de partidos políticos del país.

## Historia como ANN

### Orígenes
Los orígenes del partido se remontan a los militantes de las Fuerzas Armadas Rebeldes (FAR), grupo guerrillero protagonista del Conflicto Armado Interno que posteriormente se aglutinó con otras organizaciones insurgentes para conformar la Unidad Revolucionaria Nacional Guatemalteca (URNG).

#### Elecciones de 1999 (DIA-URNG)
Para las elecciones generales de 1999 la URNG, constituida como un partido político legal, junto a los partidos Desarrollo Integral Auténtico (DÍA) y Frente Democrático Nueva Guatemala (FDNG) forman la coalición denominada Alianza Nueva Nación. El líder guerrillero y antiguo dirigente de la URNG, Jorge Ismael Soto, conocido por su nombre de guerra Pablo Monsanto aglutinó a un grupo de miembros del partido que estaban en desacuerdo con el rumbo que había tomado la organización para fundar un nuevo proyecto político bajo el nombre de la mencionada coalición de izquierda. Logrando el 3°r puesto con 12% de los votos logrando 9 diputados al congreso, 14 alcaldías (13 de ANN y 1 por DIA) y 2 asientos al Parlacen.

##### Elecciones de 2003
Durante el año 2003 la ANN se conforma oficialmente como partido político como la convergencia de varios disdentes de la URNG y los comités pro-formación de los
partidos Socialista Democrático (PSD) y Unidad de Izquierda Democrática (UNID). En las elecciones de ese año participa únicamente en las elecciones municipales y legislativas, logrando 6 diputados al congreso y la alcaldía de Santa María Visitación, Sololá.
La denominación Convergencia CPO-CRD se debe a que en las Elecciones 2011 aglutinó el denominado Consejo de Pueblos de Occidente (CPO), y la Convergencia por la Revolución Democrática,  pero según estatutos del Partido de fecha junio de 2018 el nombre es Partido Político CONVERGENCIA.

### Elecciones de 2007 y cambio de nombre
El secretario general del partido, Pablo Monsanto, fue proclamado candidato presidencial para las elecciones generales de 2007 junto al empresario Mariano Portillo como vice presidenciable. Dado su pobre desempeño electoral, al quedar en duodécimo lugar de la intención de voto con 0,57 % del total de votos sin obtener representación en el congreso pero ganando las alcaldías de  Cantel en Quetzaltenango y Sibinal en San Marcos. Debido a esto la ANN fue cancelada como partido un año después por no alcanzar el umbral mínimo de votos para mantenerse vigente.
Posteriormente, se inscribe el partido Alternativa Nueva Nación en 2010 con la misma estructura e ideología de Alianza Nueva Nación, cambiando ligeramente su simbología y reforzando sus bases a lo largo del país.

### Elecciones de 2011
En las elecciones generales de 2011 la ANN participó en la coalición de partidos de izquierda Frente Amplio, aunque ninguno de sus principales miembros fue postulado a cargos de elección popular. La coalición impulsaba la candidatura del binomio formado por Rigoberta Menchú junto a Aníbal García, obteniendo un 3,27% de los votos válidos, quedando en sexto lugar de la intención de voto.Además de conseguir una diputación y una alcaldía.
Después de la disolución de la coalición, la ANN quedó sin representación en cargos públicos.

## Resultados Electorales

### Presidenciales
| Comicios          | Candidato Presidente | Candidato Vicepresidente        | 1.ª vuelta              | 1.ª vuelta              | 2.ª vuelta              | 2.ª vuelta              |
| Comicios          | Candidato Presidente | Candidato Vicepresidente        | Total de votos          | Porcentaje              | Total de votos          | Porcentaje              |
| Como ANN          | Como ANN             | Como ANN                        | Como ANN                | Como ANN                | Como ANN                | Como ANN                |
| ----------------- | -------------------- | ------------------------------- | ----------------------- | ----------------------- | ----------------------- | ----------------------- |
| 2003              | Ninguno              | Ninguno                         |                         |                         |                         |                         |
| 2007              | Jorge Ismael Soto    | Mariano Portillo Lemus          | 19.640                  | 0,60 (12°)              |                         |                         |
| 2011              | Rigoberta Menchú Tum | Rodolfo Aníbal García Hernández | 146.353                 | 3,27 (6°)               |                         |                         |
| Como Convergencia |                      |                                 |                         |                         |                         |                         |
| 2015              | Ninguno              | No presentó candidatos.         | No presentó candidatos. | No presentó candidatos. | No presentó candidatos. | No presentó candidatos. |
| 2019              | Benito Morales       | Claudia Mariana Valencia        | 37,736                  | 0.86 (15º)              |                         |                         |

#### Legislativos
| Comicios          | Lista Nacional    | Lista Nacional    | Lista Nacional    | Distrital         | Distrital         | Distrital         | Total |
| Como ANN          | Como ANN          | Como ANN          | Como ANN          | Como ANN          | Como ANN          | Como ANN          | Total |
| 2003              | Votos             | Porcentaje        | Escaños           | Votos             | Porcentaje        | Escaños           | Total |
| ----------------- | ----------------- | ----------------- | ----------------- | ----------------- | ----------------- | ----------------- | ----- |
| 2003              | 123,853           | 4.85%             | 1/31              | 142,679           | 5.50%             | 5/127             | 6/158 |
| 2007              | 43,148            | 1.37%             | 0/31              | 46,248            | 1.45%             | 0/127             | 0/158 |
| 2011              | 143,238           | 3.27%             | 1/31              | 87,955            | 1.14%             | 1/127             | 2/158 |
| Como Convergencia | Como Convergencia | Como Convergencia | Como Convergencia | Como Convergencia | Como Convergencia | Como Convergencia | Total |
| 2015              | Votos             | %                 | Escaños           | Votos             | %                 | Escaños           | Total |
| 2015              |                   |                   |                   |                   |                   |                   |       |
| 2019              |                   |                   |                   |                   |                   |                   | 0/160 |

##### Municipales
| Comicios          | Votos    | %        | Alcaldes | Alcaldes en coalición      |
| Como ANN          | Como ANN | Como ANN | Como ANN | Como ANN                   |
| ----------------- | -------- | -------- | -------- | -------------------------- |
| 2003              | 22,021   | 0.30%    | 1/331    | No participó en coalición. |
| 2007              |          | 0.60%    | 2/332    | No participó en coalición. |
| 2011              | 14,627   | 0.30%    | 0/333    | 1/333                      |
| Como Convergencia |          |          |          |                            |
| 2015              |          |          | 0/338    | No participó en coalición  |
| 2019              |          |          | 3/340    | No participó en coalición  |

###### Parlamento Centroamericano
El partido no tuvo representación al Parlacen mientras existía con los 3 nombres.